# هجوم متزر 2002
، في 2 نوفمبر 2002 قام سرحان سرحان بقتل 5 من السكان بتسلل إلى كيبوتس متزر.

## الهجوم
تزعم كتائب شهداء الأقصى أنها نفذت الهجوم.

### الضحايا
قتل المهاجم المخرج ريفيتال أوهيون (34 عام) وطفلاها ماتان (5 سنوات) ونوام (4 سنوات) قتلوا في أسرتهم. تيرزا داماري (42 سنة) وإسحق دروري (44 سنة) سكرتير الكيبوتز الذي كان يرد على إطلاق النار.

### الجناة
سرحان سرحان الذي توفي عام 2003 كان فلسطينيا مسؤولا عن هجوم على كيبوتز متزر في إسرائيل في 10 نوفمبر 2002 قتل فيه خمسة مدنيين إسرائيليين بينهم عضو في التنظيم الجناح المسلح لحركة فتح. على الرغم من الإدعاءات الأولية على العكس من ذلك لم يكن له علاقة بسرحان سرحان المسيحي الأمريكي الفلسطيني الذي اغتال عضو مجلس الشيوخ الأمريكي روبرت كينيدي في عام 1968.
تم رصد مرتكب الجريمة وقتل بعد عام من قبل يمام.
هدم منزله في 19 ديسمبر 2002 على يد الجيش الإسرائيلي. في 3 أكتوبر 2003 قتل سرحان من قبل يمام وحدة مكافحة الإرهاب التابعة لالجيش الإسرائيلي أثناء محاولة اعتقاله.